# Menzelia

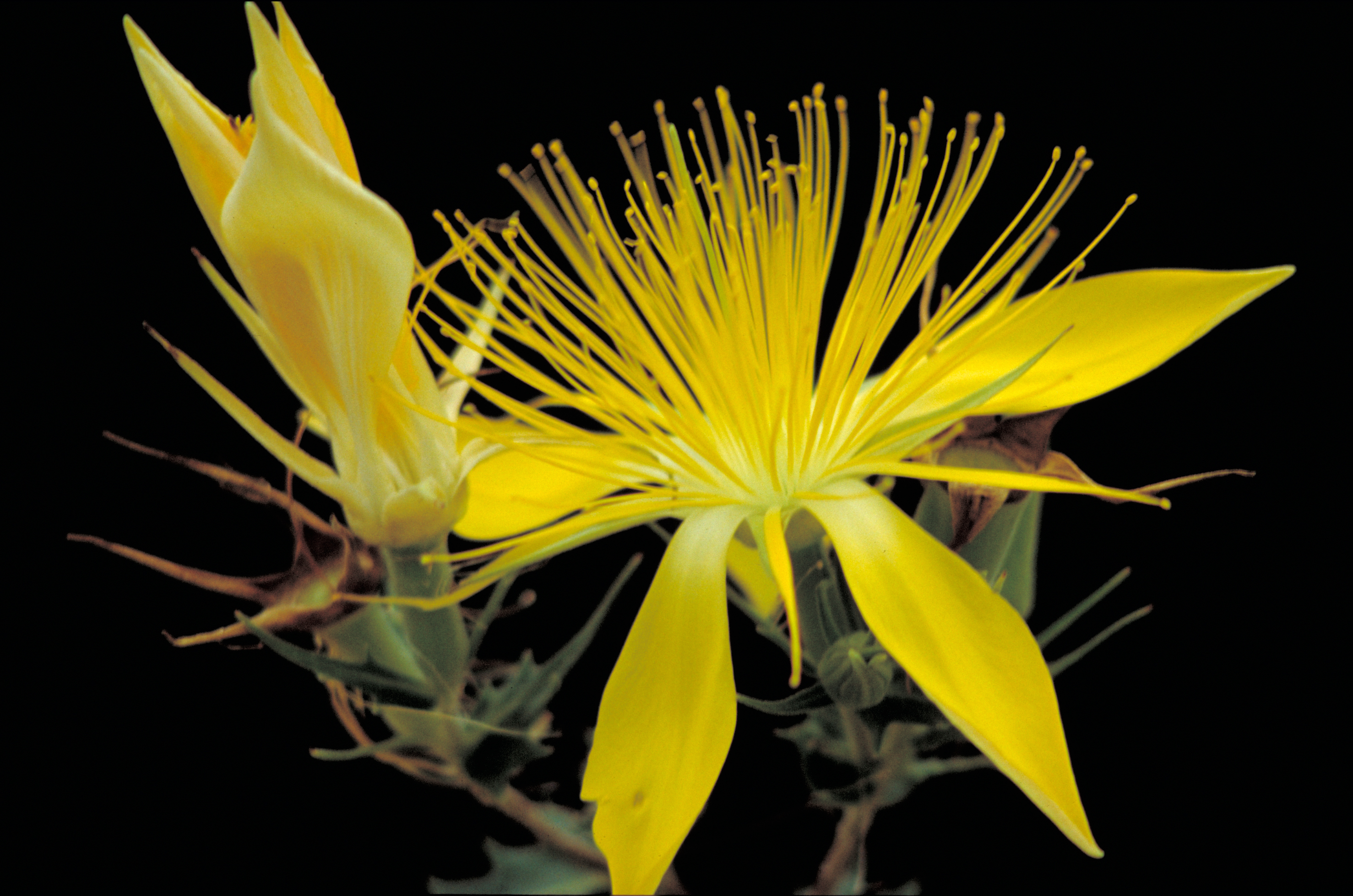
Mentzelia multiflora

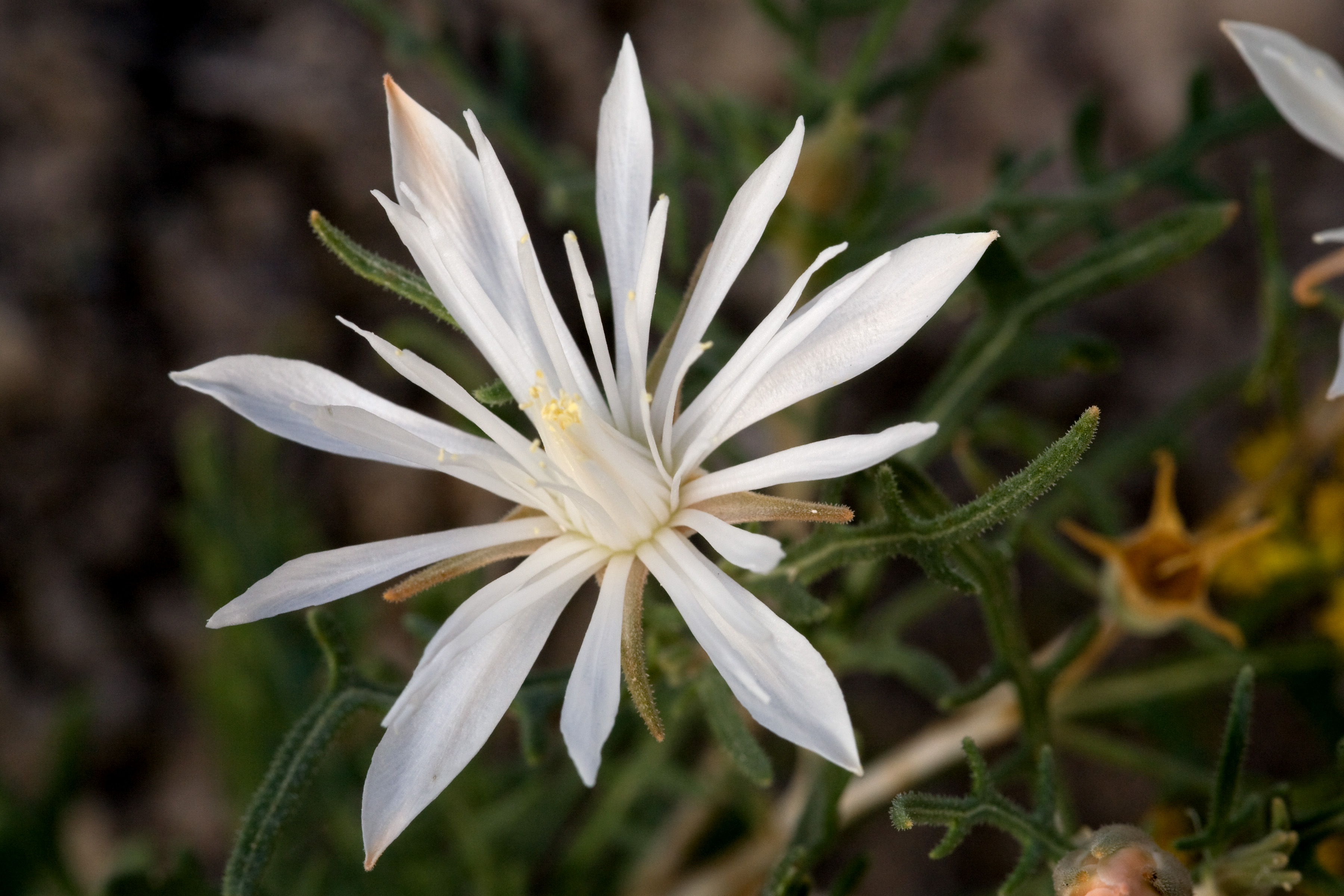
Mentzelia humilis

Menzelia, mencelia, mentzelia (Mentzelia Plum. ex L.) – rodzaj roślin z rodziny ożwiowatych. Należy tu 100 gatunków. Zasięg rodzaju obejmuje oba kontynenty amerykańskie, bez wschodnich i północnych krańców Ameryki Północnej. Najbardziej zróżnicowany jest w zachodniej części Stanów Zjednoczonych i w Meksyku, w Ameryce Południowej rośnie 8 gatunków. Rośliny te często występują na siedliskach ubogich, zaburzonych, na klifach, zboczach, wydmach, nierzadko także na siedliskach ruderalnych. Mentzelia decapetala jest charakterystyczna dla prerii. Kwiaty zapylane są przez owady.
Liczne gatunki bywają uprawiane dla efektownych kwiatów. Jako roślinę roczną uprawia się w Kalifornii, ale też m.in. w Polsce menzelię Lindley'a M. lindleyi (jej wonne kwiaty otwierają się wieczorem). Popularną rośliną ozdobną jest także Mentzelia laevicaulis, która lokalnie wykorzystywana jest także jako lecznicza. Indianie Ameryki Północnej pozyskiwali i mielili nasiona różnych gatunków menzelii na mąkę (m.in. Mentzelia albicaulis, która poza tym służyła jako roślina lecznicza i substytut tytoniu). W Ameryce Południowej preparaty z menzelii stosowano do leczenia bólów brzucha i wysyłano je w tym samym celu także do Europy.
Nazwa rodzajowa nadana temu rodzajowi pierwotnie przez Charlsa Plumiera upamiętnia niemieckiego botanika związanego z Gdańskiem i Królewcem – Christiana Mentzela (1622–1701). Nazwa została zachowana przez Karola Linneusza.

## Morfologia

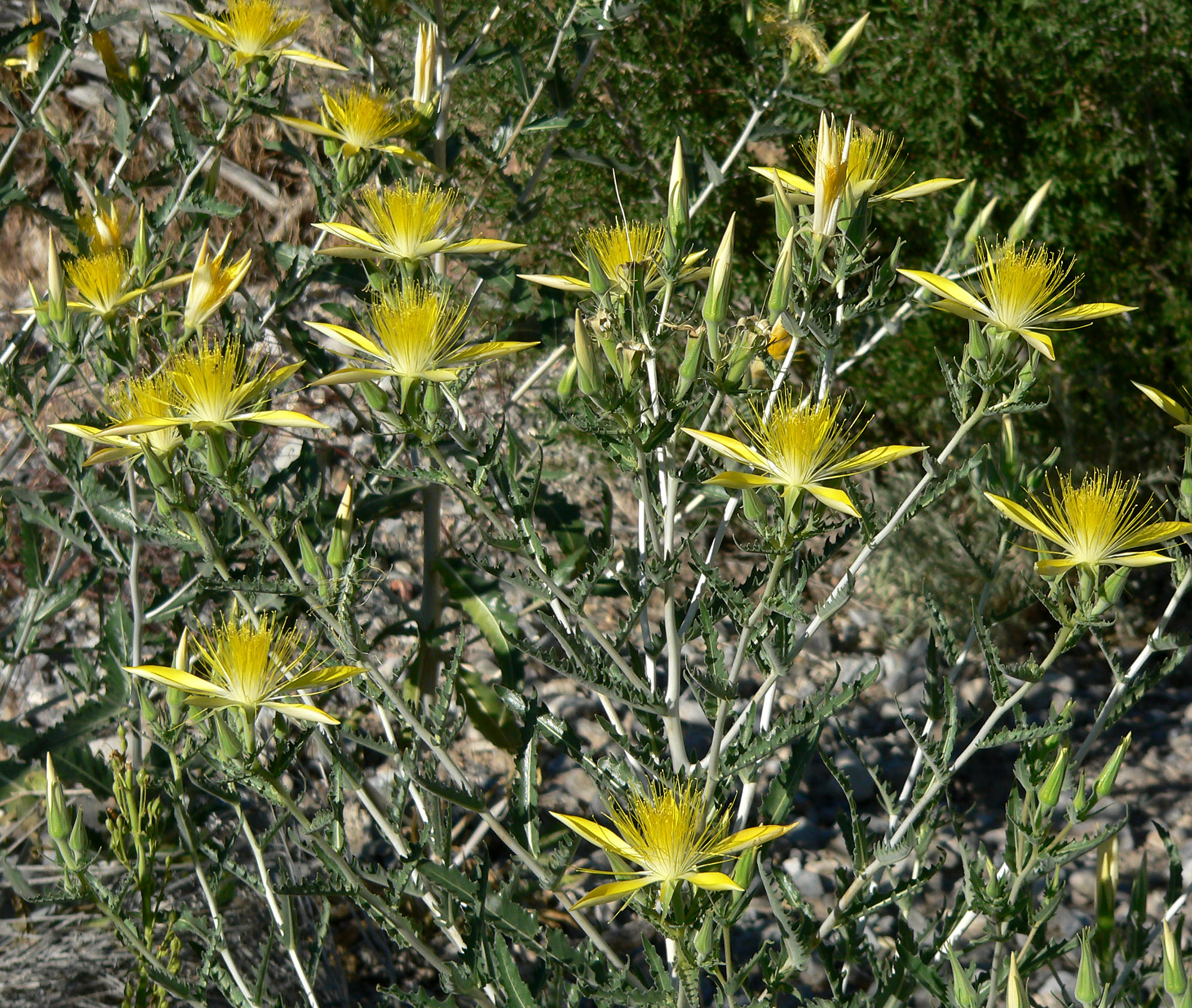
Mentzelia laevicaulis

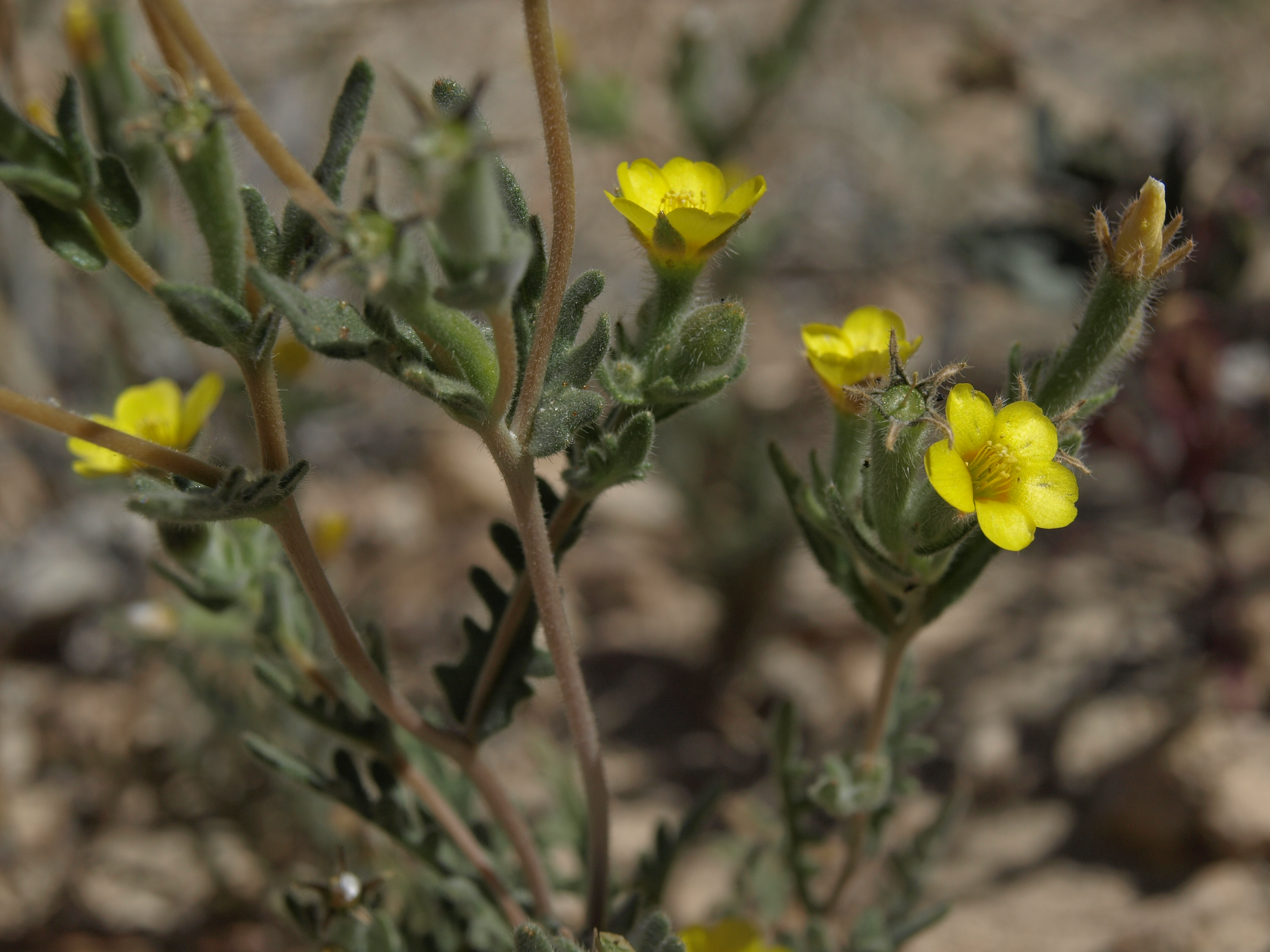
Mentzelia albicaulis

PokrójRośliny jednoroczne, byliny i półkrzewy, rzadziej krzewy i niewielkie drzewa. Pędy pokryte są szorstkimi włoskami, często z zadziorkami. Włosków parzących brak. Korzeń palowy. Łodygi prosto wzniesione, wspinające się lub płożące.
LiścieZimozielone, rzadziej zrzucane w porze suchej. Odziomkowe i łodygowe lub tylko łodygowe. Naprzeciwległe w dolnej części pędu, w górnej zwykle skrętoległe (u M. arborescens wszystkie liście są naprzeciwległe). Siedzące lub ogonkowe. Blaszki zwykle jajowate do trójkątnie jajowatych, ale też oszczepowate, zaokrąglone, lancetowate do równowąskich, często klapowane, czasem lirowate, na brzegu piłkowane, karbowane, ząbkowane, ewentualnie całobrzegie.
KwiatyZwykle zebrane w szczytowe, wiechowate kwiatostany wierzchotkowe, rzadziej rozwijają się pojedynczo. Każdy kwiat wsparty jest dwoma podkwiatkami i wyrasta na krótkiej szypułce. Kwiaty są obupłciowe. Kielich składa się z 5 zielonych, zrośniętych u dołu działek. Koronę tworzy 5 dłuższych od działek płatków koloru białego, żółtego lub pomarańczowego, czasem są zaczerwienione u nasady. Płatki są wolne lub zrośnięte nasadami, mają kształt łopatkowaty, owalny, jajowaty lub lancetowaty, w czasie kwitnienia są wzniesione lub rozpostarte. Bywają owłosione od spodu, na brzegu lub na wierzchołku. Pręciki są liczne – od ośmiu do kilkudziesięciu, o różnej długości (wystają lub nie ponad okwiat). Nitki wszystkie są jednakowe, nitkowate lub zróżnicowane na nitkowate i spłaszczone (w tym także eliptyczne lub łopatkowate). Czasem część bywa zredukowana do prątniczków. Zalążnia powstaje zwykle z trzech owocolistków (5–7 u M. decapetala). Znamię jest drobne punktowe lub językowate i rozdzielone na trzy łatki (5–7 u M. decapetala).
OwoceOtoczone trwałym kielichem walcowate, jajowate, maczugowate lub kubeczkowate torebki, proste lub skręcone, czasem w kształcie litery S. Otwierają się od szczytu klapami. Zawierają od kilku do wielu dziesiątek nasion. Nasiona osiągają od 0,5 do 4 mm długości i mają zróżnicowane kształty – są jajowate, gruszkowate, wydłużone, nieregularnie lub pryzmatycznie kanciaste, u niektórych gatunków są oskrzydlone.

## Systematyka

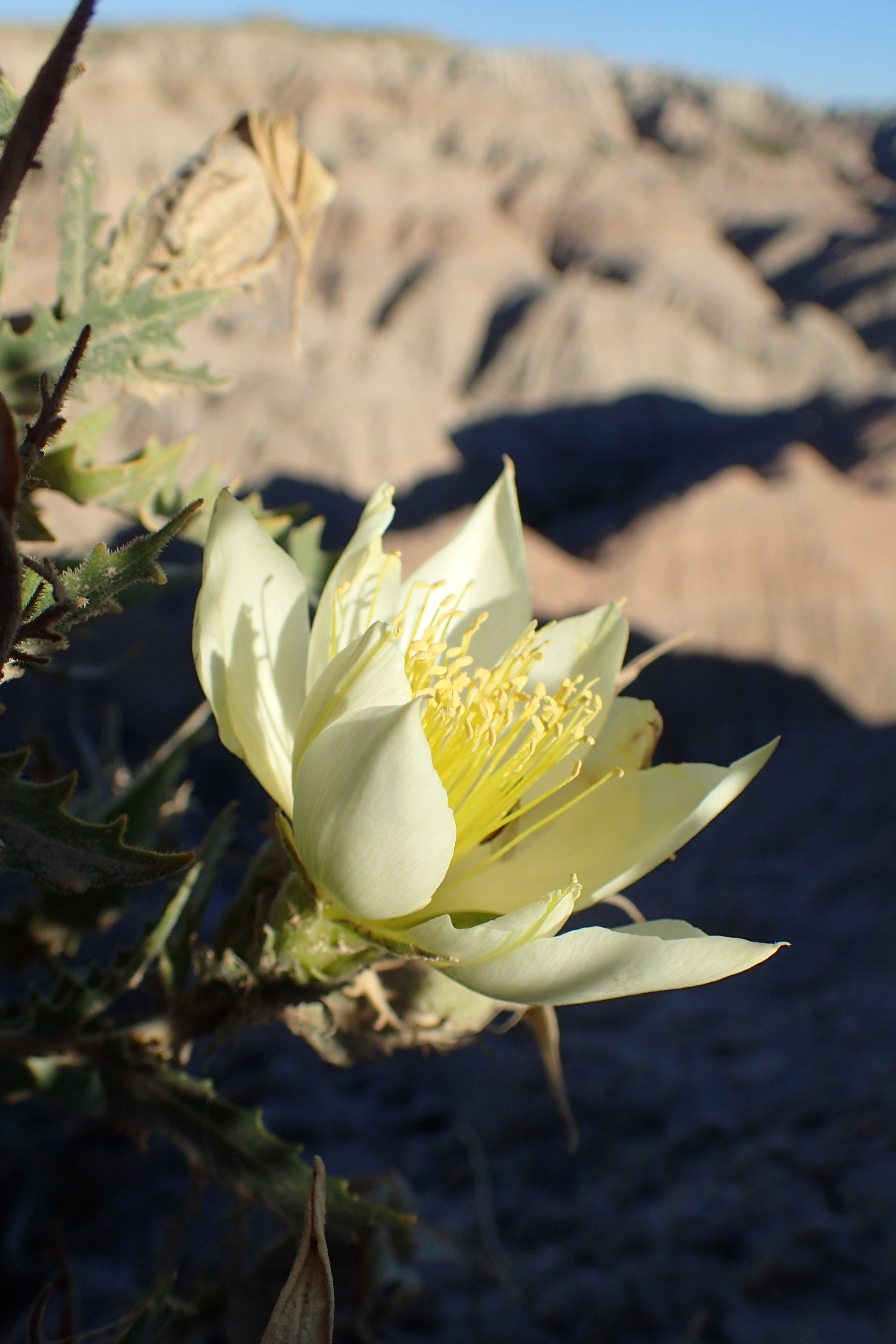
Mentzelia decapetala

Rodzaj z rodziny ożwiowatych (Loasaceae). W obrębie rodziny zaliczany do podrodziny Loasoideae.
Wykaz gatunków
- Mentzelia adhaerens Benth.
- Mentzelia affinis Greene
- Mentzelia albescens (Gillies ex Arn.) Benth. & Hook.f. ex Griseb.
- Mentzelia albicaulis (Douglas ex Hook.) Douglas ex Torr. & A.Gray
- Mentzelia angurate Weigend
- Mentzelia arborescens Urb. & Gilg
- Mentzelia argillicola N.H.Holmgren & P.K.Holmgren
- Mentzelia argillosa J.Darl.
- Mentzelia aspera L.
- Mentzelia asperula Wooton & Standl.
- Mentzelia candelariae H.J.Thomps. & Prigge
- Mentzelia canyonensis J.J.Schenk, W.C.Hodgs. & L.Hufford
- Mentzelia chrysantha Engelm.
- Mentzelia collomiae Christy
- Mentzelia congesta (Nutt.) Torr. & A.Gray
- Mentzelia conspicua Todsen
- Mentzelia conzattii Greenm.
- Mentzelia crocea Kellogg
- Mentzelia cronquistii H.J.Thomps. & Prigge
- Mentzelia decapetala (Sims) Urb.
- Mentzelia densa Greene
- Mentzelia desertorum (Davidson) H.J.Thomps. & J.E.Roberts
- Mentzelia dispersa S.Watson
- Mentzelia eremophila (Jeps.) H.J.Thomps. & J.E.Roberts
- Mentzelia filifolia J.J.Schenk & L.Hufford
- Mentzelia floridana Nutt.
- Mentzelia flumensevera (N.H.Holmgren & P.K.Holmgren) J.J.Schenk & L.Hufford
- Mentzelia goodrichii Thorne & S.L.Welsh
- Mentzelia gracilenta Torr. & A.Gray
- Mentzelia gypsophila B.L.Turner
- Mentzelia heterosepala Weigend & E.Rodr.
- Mentzelia hirsutissima S.Watson
- Mentzelia hispida Willd.
- Mentzelia holmgreniorum J.J.Schenk & L.Hufford
- Mentzelia hualapaiensis J.J.Schenk, W.C.Hodgs. & L.Hufford
- Mentzelia humilis (Urb. & Gilg) J.Darl.
- Mentzelia incisa Urb. & Gilg
- Mentzelia integra (M.E.Jones) Tidestr.
- Mentzelia involucrata S.Watson
- Mentzelia inyoensis H.J.Thomps. & Prigge
- Mentzelia isolata Gentry
- Mentzelia jonesii (Urb. & Gilg) H.J.Thomps. & J.E.Roberts
- Mentzelia laciniata (Rydb.) J.Darl.
- Mentzelia laevicaulis (Douglas ex Hook.) Torr. & A.Gray
- Mentzelia lagarosa (K.H.Thorne) J.J.Schenk & L.Hufford
- Mentzelia leucophylla Brandegee
- Mentzelia librina (K.H.Thorne & F.J.Sm.) J.J.Schenk & L.Hufford
- Mentzelia lindheimeri Urb. & Gilg
- Mentzelia lindleyi Torr. & A.Gray – menzelia Lindley'a
- Mentzelia longiloba J.Darl.
- Mentzelia marginata (Osterh.) H.J.Thomps. & Prigge
- Mentzelia memorabilis N.H.Holmgren & P.K.Holmgren
- Mentzelia mexicana H.J.Thomps. & Zavort.
- Mentzelia micrantha (Hook. & Arn.) Torr. & A.Gray
- Mentzelia mollis M.Peck
- Mentzelia monoensis Brokaw & L.Hufford
- Mentzelia montana (Davidson) Davidson
- Mentzelia multicaulis (Osterh.) J.Darl.
- Mentzelia multiflora (Nutt.) A.Gray
- Mentzelia nesiotes (I.M.Johnst.) Brokaw & J.J.Schenk
- Mentzelia nitens Greene
- Mentzelia nuda (Pursh) Torr. & A.Gray
- Mentzelia obscura H.J.Thomps. & J.E.Roberts
- Mentzelia oligosperma Nutt. ex Sims
- Mentzelia oreophila J.Darl.
- Mentzelia pachyrhiza I.M.Johnst.
- Mentzelia packardiae Glad
- Mentzelia paradoxensis J.J.Schenk & L.Hufford
- Mentzelia parvifolia Urb. & Gilg ex Kurtz
- Mentzelia pattersonii B.L.Turner
- Mentzelia pectinata Kellogg
- Mentzelia perennis Wooton
- Mentzelia polita A.Nelson
- Mentzelia procera (Wooton & Standl.) J.J.Schenk & L.Hufford
- Mentzelia pterosperma Eastw.
- Mentzelia puberula J.Darl.
- Mentzelia pumila Torr. & A.Gray
- Mentzelia ravenii H.J.Thomps. & J.E.Roberts
- Mentzelia reflexa Coville
- Mentzelia reverchonii (Urb. & Gilg) H.J.Thomps. & Zavort.
- Mentzelia rhizomata Reveal
- Mentzelia rusbyi Wooton
- Mentzelia saxicola H.J.Thomps. & Zavort.
- Mentzelia scabra Kunth
- Mentzelia sericea Weigend
- Mentzelia shultziorum Prigge
- Mentzelia sivinskii J.J.Schenk & L.Hufford
- Mentzelia solieri (Gay) Urb. & Gilg
- Mentzelia speciosa Osterh.
- Mentzelia springeri (Standl.) Tidestr.
- Mentzelia strictissima (Wooton & Standl.) J.Darl.
- Mentzelia texana Urb. & Gilg
- Mentzelia thompsonii Glad
- Mentzelia tiehmii N.H.Holmgren & P.K.Holmgren
- Mentzelia todiltoensis N.D.Atwood & S.L.Welsh
- Mentzelia torreyi A.Gray
- Mentzelia tricuspis A.Gray
- Mentzelia tridentata (Davidson) H.J.Thomps. & J.E.Roberts
- Mentzelia uintahensis (N.H.Holmgren & P.K.Holmgren) J.J.Schenk & L.Hufford
- Mentzelia veatchiana Kellogg